# 袁志博
袁志博是一位中国大陆女演员，生于云南昆明的一个中产阶级家庭。8岁便参演过电视剧，中学时曾任电视台主持人。2000年自中央戏曲学院毕业。主演的电视剧有《公安厅长》、《战火四千金》、《同龄人》、《毕业生》、《潮起两江》、《迷雾双龙》、《我是农民》、《胡笳汉月》、《醉颜红尘》、《羋月傳》、《從結婚開始戀愛》等。曾因在数字电影《等郎妹》出演润月而获得法国兰斯电影节最佳女主角奖。